# Kenosis
Kenosis (ke/nwse - ekénose, ekenõsen) é um conceito na teologia cristã que trata do esvaziamento da vontade própria de uma pessoa e a aceitação do desejo divino de Deus. É encontrado no novo testamento como o esvaziamento de Jesus.

## No catolicismo
Na doutrina da Trindade esta relacionado à sua divindade, mas precisamente ao deixar de lado a sua glória sem perder sua natureza divina. Jesus deixa de depender, voluntariamente, de seu poder divino para depender do Espírito Santo. Kenótica à kenosis, doutrina do esvaziamento do logos divino.  Na Teologia precisamente na matéria da Cristologia é conhecida como 'A DOUTRINA DO ESVAZIAMENTO DE JESUS CRISTO".  Esta doutrina tem como base escriturístico a passagem nos escritos sagrados da Bíblia precisamente no Novo Testamento na carta de Paulo aos Filipenses (2:5-7 podendo prolongar-se até o 11). Nesta passagem o Apóstolo iluminado pela pessoa do diviníssimo Espírito Santo em uma Revelação Divina do seu pensamento explica que, Cristo se esvaziou dos benefícios de sua glória para tornar-se, também, 100% homem. Ele que é o criador e torna-se, também, "semelhante às criaturas. Antes que era ilimitado (infinito em sabedoria, substância e poder), torna-se limitado. Antes vivia em sua transcendência (em si mesmo na forma das três pessoas da trindade) e agora sujeita-se ao tempo e ao espaço (criação). O Todo-Poderoso, torna-se também um humilde servo, como é retratado no Evangelho de Marcos. Entenda que a kenosis não é que o logos divino deixa de ser totalmente o que Ele é de fato, pois como poderia se desfazer do que de fato Ele é? Mas apenas esvaziou-se de sua glória e esplendor. Ex: Um professor que é graduado em letras decide "entrar em total kenosis". Será que conseguiria deixar de fato o que ele é realmente? A resposta é não. O que ele poderia fazer é apenas deixar seu diploma de lado e não tomar posse do que por direitos legais ele conquistou, ou seja não irá lecionar letras. No entanto sempre será um graduado em letras por mais que não queira. Da mesma forma é Cristo, Ele deixa suas "credências divinas" e torna-se um ser totalmente dependente do Espírito Santo para mostrar a humanidade que é realmente possível vencer o pecado.A kenõsis, ou seja, "A DOUTRINA DO ESVAZIAMENTO DE CRISTO" é a grande passagem cristológica que projeta a luz sobre a encarnação de Jesus Cristo. A verdade revelada é justamente a que resulta do pensamento do apóstolo Paulo, quando se voltou para o advento histórico de Cristo a fim de ilustrar a doutrina da humilhação do Filho de Deus (cfr. 2Co 8:9), isto é, 'tornou-se a si mesmo como não tendo reputação alguma, ou melhor, esvaziou-se de si mesmo, sendo esta última frase a tradução literal do grego (ekenõsen), de que deriva o termo teológico e técnico (kenõsis) ou autoaniquilamento/esvaziamento de si. Jesus, que existiu em forma de Deus e igual a Deus, humilhando-se a Si mesmo tomando a forma de servo em lugar da preexistente forma de Deus. O termo utilizado no texto de Fl 2.7 deixa claro o que foi o processo de esvaziamento que Cristo utilizou, isto é, (ekenõsen) tem como tradução a palavra 'esvaziou-se'. E a partir deste termo deu-se a origem a doutrina "kenótica" que ensinou que Cristo, na encarnação, se desfez de sua divindade e esvaziou-se de sua deidade parcialmente, na verdade em seus atributos e poder. Deixou de ser Deus   (forma divina) para ser homem (criatura) por amor de muitos, a humanidade.

## Na vida do cristão
Para alguns o exemplo do esvaziamento de Cristo é de "tirar de nosso coração tudo aquilo que nos prende ao mundo (kenosis)".

## No Cristianismo Primitivo Ortodoxo
Os primeiros cristãos da era apostólica viviam esse conceito de auto-esvaziamento (At 20.24¡Gl 2.20). A principal verdade por trás deste conceito é a ideia de abandonar um estilo de vida egocêntrico para adotar um estilo de vida altruísta(2 Co 5.15). Na fé cristã, na prática, é viver para Jesus Cristo e se doar em serviço aos irmãos, sendo dos dois o conceito de maior força o de viver para Cristo(que implica diretamente viver em serviço abnegado aos outros também). Logo, é um "abandonar os próprios interesses" para "buscar os interesses de Jesus Cristo e Seu reino eterno".
Os primeiros cristãos absorveram tanto esse conceito, que chegaram a vender bens materiais e distribuir o arrecadado para os que tinham necessidade. Foi também por causa deste conceito enraizado no coração e na mente que muitos perderam suas vidas na pregação do evangelho, pois mesmo diante das ameaças de morte, não poderiam deixar de falar Daquele para quem eles viviam.